# Robinson Merchán
Robinson Reinaldo Merchan Useche (nascido em 28 de outubro de 1974) é um ex-ciclista de estrada profissional venezuelano que foi um dos atletas a representar o seu país nos Jogos Olímpicos de Barcelona 1992 e nos Jogos Pan-Americanos de 1991.